# Rosy Wertheim
Rosy Wertheim (Amsterdam, 19 de febrer de 1888-Laren, 27 de maig de 1949) va ser una pianista neerlandesa, educadora i compositora de música.

## Biografia
Rosalie Marie Wertheim va néixer a Amsterdam filla de John i Adriana Rosa Gustaaf Wertheim Enthoven. El seu pare era banquer i Rosalie va assistir a un internat francès a Neuilly, on va estudiar piano amb Ulfert Schults i harmonia i contrapunt amb Bernard Zweers i Sem Dresden. El 1921 es va graduar en la Nederlandse Toonkunstenaars Vereniging.
De 1921 a 1929, va ensenyar a l'Amsterdam Music Lyceum, va compondre cançons i obres corals i va dirigir cors infantils i femenins. El 1929 Wertheim es va traslladar a París, on va viure sis anys, va compondre música i escriptura per al periòdic d'Amsterdam Het Volk a l'escena musical parisenca, mentre estudiava composició i instrumentació amb el compositor Louis Aubert. El 1935 es va traslladar a Viena, on va estudiar contrapunt amb Karl Weigl. El 1936 va viatjar a Nova York per donar conferències i organitzar el desenvolupament de les seves obres.
El 1937, just abans de l'inici de la Segona Guerra Mundial, va tornar a Amsterdam. Durant l'ocupació alemanya, Wertheim va oferir concerts secrets en un celler on va tocar música per compositors jueus prohibits. Després de setembre de 1942, es va amagar per escapar de les deportacions jueves. Després de la guerra, Rosy Wertheim va ensenyar a l'Escola de Música de Laren, però va contraure una greu malaltia i va morir el 27 de maig de 1949 a Laren, Holanda.

## Obra
Fins a la dècada de 1920 Rosy Wertheim es va concentrar a escriure cançons i obres corals en un idioma romàntic. De 1921 a 1929 va ensenyar al Liceu de Música d'Amsterdam i va dirigir diversos cors femenins i infantils, inclòs el cor anomenat "Eilandkinderen" ('nens de l'illa') per als nens del pobre barri jueu d'Amsterdam.
El 1929 va anar a París i les obres d'aquest període són lleugeres i lúdiques, en estil neoclàssic. Harmònicament s'apropen a l'idioma impressionista francès.
La seva música dels anys 30 es caracteritza per un toc lleuger, impressionista i viu. El 1940 el seu Concert per a piano va ser interpretat per la Residentie Orkest (The Hague Philharmonic Orchestra), dirigida per Willem van Otterloo.
Tot i així, el seu treball era encara molt descuidat als Països Baixos. Rosy Wertheim va escriure unes noranta composicions, incloent cançons i música de cambra; la majoria de les peces estan sense datar. Els seus manuscrits es poden trobar a l'Institut de Música Holandesa de la Haia.
En resum, Rosy Wertheim va escriure música lírica. Tenia un talent ric i variat per a l'harmonia. Impregnada al principi de l'estil romàntic tardà, va tenir un posterior flirteig amb l'octatonicisme, molt popular entre els compositors holandesos dels anys vint i que es pot escoltar, per exemple, en les obres de Sem Dresden i Leo Smit. Les seves obres posteriors estan clarament influenciades pel seu temps a França; va passar a l'estil impressionista francès. Les composicions de Rosy Wertheim no són mai senzilles o sense ambigüitat; la música es troba en capes i toca profunditats que recorden Johannes Brahms, no sols pel moviment sinó en els grans gestos; i fins i tot les cançons més senzilles de Wertheim tenen profunditats complexes.

## Dificultat en els estudis
Sobre els seus estudis de piano, va dir: "Odiava practicar piano i preferia improvisar, però necessitava lliçons d'harmonia abans de poder escriure les meves idees". Després de l'escola secundària, Rosy Wertheim volia assistir a l'Escola de Treball Social; va sentir una crida. No obstant això: «els meus pares es van oposar fortament, perquè no volien que m'enfrontessin a coses desagradables. Em van enviar a un internat a Neuilly, on vaig aprendre francès a la perfecció, però el més important: vaig tenir excel·lents lliçons de piano, que em van fer decidir continuar amb la música».

## Humanitat i música
De tornada a Amsterdam, va obtenir el seu diploma de la Vereniging Toonkunst Nederland (Societat Holandesa de Música) el 1912. Dora Zweers-de Louw, la seva professora cantant, va mostrar una de les cançons de Rosy al seu marit, el compositor Bernard Zweers. Va reconèixer el talent de Rosy i es va oferir a ensenyar-li harmonia i contrapunt. De mica en mica es va interessar per la música moderna, especialment francesa, i també va prendre classes de composició amb Sem Dresden. Va ser una de les primeres dones dels Països Baixos a completar una educació professional i composició musical. El 1921, va treballar a l'Amsterdam Music Lyceum, on va ensenyar piano i teoria de la música fins a 1929.
Però no podia negar el que tenia a l'interior: Rosy es va mantenir profundament compromesa amb els seus ciutadans menys afortunats. Va dirigir el cor de dones jueves de l'Aliança Socialista Religiosa a Amsterdam, va ensenyar piano a nens pobres i fins i tot va recolzar, amb els seus propis diners, les persones més pobres. També va dirigir un cor infantil en el barri jueu privat.
Rosy Wertheim va dir: "Aquestes activitats eren molt satisfactòries perquè podia ventilar el meu talent musical i les meves inclinacions socials. El cor infantil incloïa els ragamuffins més pobres d'Amsterdam, els anomenats island children (de les illes Uilenburg, Marken i Rapenburg). Vam realitzar operetes i cantates. Al centre comunitari del 's-Gravenhekje, també vaig organitzar els concerts de diumenge. Va ser una gran càrrega de treball, però em va donar un gran compliment, també perquè els meus amics musicals em van donar suport".

## Consideracions sobre la seva música
La seva música és agradable, sofisticada i accessible, amb una forta qualitat lírica. Tenia un gran talent per a l'harmonia.
Mai superficial o rígida, sinó amb profunditat i diferents capes, potser la més reminiscent de la música de Johannes Brahms.